# Паурич, Рене
Рене Паурич (нем. Rene Pauritsch; 4 февраля 1964) — австрийский футбольный тренер.

## Карьера
Выступал в различных австрийских командах низших лиг. Самым известным клубом в карьере Паурича был ГАК. Заканчивал карьеру в любительских коллективах.
В качестве тренера Паурич два сезона работал на родине с клубом «Аустрия» (Лустенау). В 2008 году переехал в Лихтенштейн. Сначала в течение долгого времени он возглавлял молодёжную сборную этой страны.
С 2013 по 2018 год Рене Паурич являлся главным тренером сборной Лихтенштейна.